# Jean-Casimir de Deux-Ponts-Cleebourg
Titres
Comte Palatin-Deux-Ponts-Cleebourg
12 août 1604 – 18 juin 1652
(47 ans, 10 mois et 6 jours)
Duc de Stegeborg
1651 – 18 juin 1652
(1 an)
Jean-Casimir de Deux-Ponts-Cleebourg est un prince de la maison de Wittelsbach né le 20 avril 1589 à Deux-Ponts et mort le 18 juin 1652 au château de Stegeborg.

## Biographie
Jean-Casimir est le benjamin des fils du comte palatin Jean Ier de Deux-Ponts et de son épouse Madeleine de Clèves. À la mort de son père, en 1611, il aurait dû recevoir en apanage le comté de Neukastell, mais il conclut un marché avec son frère aîné Jean II et accepte de ne recevoir que le château de Neukastell (de) et une annuité de 3 000 florins.
Durant la guerre de Trente Ans, Jean-Casimir s'installe en Suède, le pays de son épouse Catherine Vasa. Le roi Gustave II Adolphe lui offre le château de Stegeborg comme résidence. Le fils aîné de Jean-Casimir, Charles-Gustave, est reconnu comme héritier par la reine Christine en 1649 et monte sur le trône de Suède en 1654.

## Mariage et descendance
Le 11 juin 1615, Jean-Casimir épouse sa cousine Catherine Vasa, fille du roi de Suède Charles IX. Ils ont huit enfants, dont cinq survivent à la petite enfance :
- Christine-Madeleine de Deux-Ponts-Cleebourg (1616-1662), épouse en 1642 le margrave Frédéric VI de Bade-Durlach ;
- Charles-Frédéric (1618-1619) ;
- Élisabeth-Amélie (1619-1628) ;
- Charles-Gustave (1622-1660), comte palatin de Deux-Ponts-Cleebourg et roi de Suède ;
- Marie-Euphrosyne de Deux-Ponts-Cleebourg (1625-1687), épouse en 1647 Magnus Gabriel De la Gardie (mariage morganatique) ;
- Éléonore-Catherine de Deux-Ponts-Cleebourg (1626-1692), épouse en 1646 le landgrave Frédéric de Hesse-Eschwege ;
- Adolphe-Jean (1628-1689), comte palatin de Deux-Ponts-Cleebourg ;
- Jean-Gustave (1630-1630).